# Biligiriranganabetta, Yelandur
Biligiriranganabetta là một làng thuộc tehsil Yelandur, huyện Chamarajanagar, bang Karnataka, Ấn Độ.